# Xenillus singularis
Xenillus singularis är en kvalsterart som beskrevs av Golosova och Ljashchev 1984. Xenillus singularis ingår i släktet Xenillus och familjen Xenillidae. Inga underarter finns listade i Catalogue of Life.